# Bahaísmo ortodoxo
El autodenominado bahaísmo ortodoxo es un movimiento iniciado por una minoría de bahaíes. Se estima que el número total de miembros de la facción ortodoxa es extremadamente pequeño. Aunque las creencias del bahaísmo mayoritario y las del ortodoxo son en su mayor parte idénticas, difieren acerca del liderazgo en curso. Charles Masón Remey fue considerado un violador de la Alianza, quién fue causa de algunas de las crisis que sufrió la fe Bahá'i tras la muerte del único Guardián de la Alianza.

## Historia

### Origen
En 1960 el bahaísmo sufrió una grave crisis interna cuando Mason Remey, hasta entonces Mano de la Causa, pretendió el liderazgo del movimiento tres años después de la muerte repentina de su líder, Shoghi Effendi, quien ostentaba el título de Guardián de la Fe.

### Primer consejo
Los miembros del consejo de asistentes del Guardián, que recibían el nombre de "las Manos de la Causa de Dios", asumieron la dirección del movimiento de forma provisional, en su calidad de asistentes del Guardián, tal como los llamó 'Abdu'l Bahá en su voluntad y testamento. Habían sido designados por Shoghi Effendi de acuerdo con las estipulaciones de la voluntad y testamento de `Abdu'l-Bahá. Uno de ellos, Charles Mason Remey, que también ostentaba el cargo de Presidente del Consejo Internacional Bahaí, declaró que debido a las responsabilidades que le comportaban, y los honores conferidos a él por 'Abdu'l Bahá y Shoghi Effendi, le correspondía ser Guardián; contraviniendo de este modo el Testamento de 'Abdu'l Bahá, que especificaba que la línea de Guardianes sólo podía configurarse dentro de los descendientes de Bahá'u'lláh, y por nominación no insinuada, sino explícita, y presentada a las Manos de la Causa.
El resto de "Las Manos de la Causa de Dios" rechazó esta proclamación y continuó con la decisión de llevar el cumplimiento del plan que Shoghi Effendi había diseñado, el cual culminaba con la elección de la Casa Universal de Justicia, prevista por Bahá'u'lláh como órgano máximo del bahaísmo (constituida en 1963). Una minoría siguió a Remey en su cisma, dando lugar al bahaísmo ortodoxo.

### El Segundo Guardián
Mason Remey sostuvo su autodesignación como Segundo Guardián de la Fe Bahaí Ortodoxa desde 1957 hasta octubre de 1974. En cierto momento, Mason Remey designó a Joel Bray Marangella como Presidente del Segundo Consejo Internacional Bahaí, y puso en actividad el Consejo en octubre de 1965, convirtiéndole así implícitamente en su heredero como tercer Guardián del bahaísmo ortodoxo. Mason Remey murió en 1974, a la edad de 100 años.

### El Segundo Consejo Internacional Bahá'í
En 1960, Marangella era el presidente de la Asamblea Espiritual Nacional de los bahaíes de Francia. Cuando Mason Remey se declaró pretendiente a Guardián de la Fe Bahaí, Marangella reconoció está pretensión. Como resultado, Marangella fue declarado violador del Alianza (un concepto bahaí similar a la noción cristiana de excomunión). Tres miembros de la Asamblea Espiritual de los bahaíes de Francia también reconocieron la pretensión de Remey, y como resultado, el cuerpo de las Manos de la Causa disolvió dicho cuerpo administrativo.
En 1961, Remey había escrito una carta designando a Marangella como futuro tercer Guardián de la Fe Bahaí Ortodoxa. En 1964, Remey, que previamente había organizado el Segundo Consejo Internacional Bahai como embrión de la Casa Universal de la Justicia, designó a Joel Bray Marangella como su Presidente. Mason Remey puso en actividad al Consejo en octubre de 1965, designando e invistiendo a Joel Bray Marangella como el tercer Guardián.

### El Tercer Guardián
Joel Bray Marangella es el actual "Guardián", es decir, el líder administrativo y espiritual de los bahaíes ortodoxos. Reside en Perth, Australia. En su web afirma contar con simpatizantes en Francia, Estados Unidos, India y varios países africanos.

## Enlaces
- Sitio web de Joel Marangella